# شكري منصور
شكري منصور ممثل مصري، ولد عام 1931 شارك في فيلم (بنت إسمها محمود) عام 1975، ثم بفيلم (الشك يا حبيبي) عام 1979، وأيضاً (البخيل وأنا، ملف سامية شعراوي، عفواً أيها القانون)، وكان آخر عمل له (المعلمة والأستاذ) عام 1995، توفي سنة 2010.